# Морозов, Александр Алексеевич
Алекса́ндр Алексе́евич Моро́зов (род. 16 июля 1973, Куйбышев, СССР) — российский артист эстрады, актёр, педагог, юморист, клоун, телеведущий.

## Биография
Родился 16 июля 1973 года в Куйбышеве. Отец — Алексей Алексеевич, работал мастером цеха. Мать — Людмила Константиновна, повар-технолог, активно участвовала в самодеятельности, пела в хоре. Александр в детстве выступал перед аудиторией на школьных праздниках, занимался в театральных кружках.
После окончания 8-го класса средней школы № 128 поступил в училище на специальность «монтажник наружных трубопроводов, электросварщик ручной сварки». Окончив училище с красным дипломом, поступил на режиссёрский факультет Самарского государственного института искусств и культуры.
В 1995 году получил диплом режиссёра и актёра драматического театра, начал артистическую карьеру, организовав с одногруппниками театральный коллектив «Комиксы». После победы на конкурсе «Аркадиада» группа переехала в Москву и там распалась.
В 1998 году победил в российско-американском шоу талантов Чака Норриса «Звёзды XXI века» в номинации «Лучший юморист».
В 1999 году в дуэте с Виктором Разумовским «Братья по разуму» стал лауреатом Всероссийского конкурса артистов эстрады «Кубок юмора» (председатель жюри — Евгений Петросян).
Выступал с Виктором Разумовским и Галиной Глушковой которая пела «Белые ночи» на музыку Николая Каражия и слова Бориса Дубровина
Несколько лет работал с Яном Арлазоровым, участвовал в программе «Смехачи». По приглашению Петросяна, перешёл работать в проект «Кривое зеркало».
Преподавал актёрское мастерство и сценическое движение в Московском институте телевидения и радиовещания. Работал в театре клоунады Терезы Дуровой.
Вёл кулинарное шоу «Звёздный холодильник» на телеканале «Доверие».
Играет в антрепризных спектаклях. Принимает участие в концертах Евгения Петросяна (клоун Итак). Член жюри Ялтинского международного фестиваля юмора и эстрадных искусств. Постоянный участник передач «Смехопанорама», «Кривое зеркало», «Петросян Шоу». Снимался в киножурнале «Ералаш». Был приглашён на шоу Уральские пельмени. Участник телевизионных шоу «Вышка» и «Это смешно».
Работает в жанрах клоунады и буффонады.
С 2019 года является актёром Московского еврейского театра «Шалом». Играет в спектаклях «Размороженный», «Семь раз отмерь».
В 2022 году стал одной из самых популярных звёзд на сайте видеопоздравлений Видеограм.

### Фильмография
- 2016 — «Любовь и сакс», режиссёр — Алла Сурикова.
- 2006 — «Ералаш», № 192.[источник не указан 1442 дня]
- 2004 — «Подарок судьбы», режиссёр — Галина Шигаева (Украина).
- 2013 — Три богатыря — толстяк

### Театральные работы
- «Семь раз отмерь» (театр «Шалом»)
- «Убей меня, любимая»
- «Отель 18+»
- «Размороженный» (театр «Шалом»)
- «Часы с кукушкой»
- «Незамужние невесты»
- «Просто Карлсон»
- «День Хомячка, или Русское счастье»
- «Страсти по-французски» (Московский современный художественный театр)
- «Зигзаг удачи»

## Хобби
Увлекается рыбалкой. Предпочитает отдыхать на Кубе: «У меня есть одна любимая страна, моя любовь — это Куба. Если я где-то бываю, то предпочитаю знакомиться с людьми, а не лежать на пляже. Потому и влюбился в Кубу, сблизился с этой страной. Когда приехал туда, поселился в местной деревне, жил у людей, у нас возникла любовь с первого взгляда. Кубинцы очень любят русских из того, советского, периода, они открыты, но при этом очень бедны».

## Награды
- Гран-при Международного конкурса артистов эстрады памяти Аркадия Райкина
- Кубок Юмора Всероссийского конкурса артистов эстрады[5]